# Hypena occatus
Hypena occatus là một loài bướm đêm trong họ Erebidae.